# Medalla al Valor en Combate
La medalla «La Nación Argentina al Valor en Combate» es la segunda más alta condecoración militar propuesta por la República Argentina. (Ley 24 020/1991 y Ley 25 576) La misma expresa: "Reconócese la actuación en la Guerra del Atlántico Sur por sus relevantes méritos, valor y heroísmo en defensa de la Patria."
La decoración consiste en una medalla circular de bronce que lleva el escudo de armas de la Argentina , rodeado por la leyenda "La Nación Argentina" (arriba) y "al Valor en Combate" (abajo), suspendido de una cinta de pecho de la igualdad de la luz azul-blanco- luz rayas azules.

## Personal condecorado por su actuación en la Guerra de las Malvinas
Tras la Guerra de las Malvinas de 1982, se concedieron diversas distinciones por efecto de los decretos nacionales 577/83, 1.553/83, 1.554/83, 2.281/83, 2.681/83, 2.923/83, 2/84 y 2.084/86 y por las leyes nacionales 24.229, 25.576 y 24.867.

### Ejército Argentino
56 Efectivos condecorados (24 Oficiales, 21 Suboficiales y 11 Soldados)

#### Post mortem
- Capitán Rubén Eduardo Márquez (Compañía de Comandos 602)
- Teniente Primero Roberto Mario Fiorito (Batallón de Helicópteros 601)
- Teniente Primero Juan Carlos Buschiazo (Batallón de Helicópteros 601)
- Subteniente Juan Domingo Baldini (Regimiento de Infantería 7)
- Subteniente Oscar Augusto Silva (Regimiento de Infantería 4)
- Sargento Primero Mario Antonio Cisnero (Compañía de Comandos 602)
- Sargento Ayudante Oscar Humberto Blas (Compañía de Comandos 602)
- Sargento Sergio Ismael García (Regimiento de Infantería 25)
- Sargento Raúl Dimotta (Batallón de Helicópteros 601)
- Cabo Primero Darío Rolando Ríos (Regimiento de Infantería 7)
- Cabo Mario Rodolfo Castro (Regimiento de Infantería 25)
- Soldado Clase 1962 Roque Evaristo Sánchez (Regimiento de Infantería 12)
- Soldado Clase 1963 Fabricio Edgar Carrascull (Regimiento de Infantería 25)
- Soldado Clase 1963 Avelino Néstor Oscar Pegoraro (Regimiento de Infantería 12)

#### En vida
- Teniente Coronel Carlos Alberto Quevedo (Grupo de Artillería Aerotrasportado 4)
- Teniente Primero Carlos Daniel Esteban (Regimiento de Infantería 25)
- Mayor Guillermo Rubén Berazay
- Mayor Mario Luis Castagneto (Compañía de Comandos 601)
- Mayor Oscar Ramón Jaimet (Regimiento de Infantería Mecanizado 6)
- Mayor Marcelo Llambías Pravaz (Regimiento de Infantería 4)
- Capitán Rodrigo Alejandro Soloaga (Escuadrón de Exploración de Caballería Blindado 10)
- Capitán Jorge Rodolfo Svendsen (Batallón de Helicópteros 601)
- Teniente Primero Carlos Alberto Chanampa (Grupo de Artillería Aerotrasportado 4)
- Teniente Primero Jorge Agustín Echeverría
- Teniente Primero Horacio Fernanndo Lauría
- Teniente Primero Eduardo Ernesto López Leguizamon
- Teniente Primero Júlio Cesar Navone (Grupo Artillería Antiéreo 3)
- Teniente Primero Hugo Alberto Pérez Cometo
- Teniente Primero Alejandro Esteban Vilagra
- Teniente Raúl Castañeda
- Teniente Francisco Ramón Galindez Matienzo
- Subteniente Ernesto Peluffo (Regimiento de Infantería 12)
- Subteniente Oscar Roberto Reyes (Regimiento de Infantería 25)
- Sargento Primero Juan Carlos Coellho (Regimiento de Infantería 12)
- Sargento Primero José Basilio Rivas
- Sargento Primero Rolando Spizuocco
- Sargento José  María González Fernández
- Sargento Miguel Alfredo Moreno
- Cabo Primero Vicente Baca
- Cabo Primero Manuel Adan Medina
- Cabo Primero Luis D´Oro
- Cabo Primero Eduardo Aníbal Ramón Cravero
- Cabo Primero Héctor Martín San Miguel
- Cabo Genaro Bordon
- Cabo Hugo Osmar Godoy
- Cabo Mario Marvil Pacheco (Compañía de Comunicaciones 10)
- Soldado Clase 1962 Pedro Celestino Arrua (Grupo de Artillería 3)
- Soldado Clase 1962 Eduardo Jorge González (Regimiento de Infantería 4)
- Soldado Clase 1962 Luciano Oscar Pintos
- Soldado Clase 1962 Héctor Omar Reinaldi
- Soldado Clase 1960 Leonardo Rondi
- Soldado Clase 1962 Pedro Ramón Saucedo
- Soldado Clase 1962 Rodolfo Sulin
- Soldado Clase 1962 Oscar Wuldrich

### Armada Argentina
64 efectivos condedorados (28 Oficiales, 22 Suboficiales, 14 Marineros/Infantes de Marina)

- Contralmirante Carlos Robacio (BIM5)
- Capitán de Fragata Alberto Jorge Philippi
- Capitán de Fragata Carlos Alberto Molteni
- Capitán de Corbeta Augusto César Bedacarratz
- Capitán de Corbeta Remo Omar Busson
- Capitán de Corbeta Dante Juan Ramón Camiletti
- Capitán de Corbeta Rodolfo Alberto Castro Fox
- Capitán de Corbeta Roberto Curilovic
- Capitán de Corbeta Alois Eesteban Payarola
- Teniente de Navío Mario Rubén Abadal
- Teniente de Navío José César Arca
- Teniente de Navío Júlio Héctor Mateo Barraza
- Teniente de Navío Jorge Alberto Gopcevich Canevari
- Teniente de Navío Sergio Andrés Dacharry
- Teniente de Navío Armando Raúl Mayora
- Teniente de Navío Rafael Gustavo Molini
- Teniente de Navío Carlos María Robbio
- Teniente de Fragata Júlio César Binotti
- Teniente de Fragata Carlos Alberto Camels
- Teniente de Fragata Oscar Patricio González
- Teniente de Fragata Diego García Quiroga
- Teniente de Corbeta Carlos Daniel Vázquez
- Teniente de Corbeta Waldemar Rigoberto Aquino
- Teniente de Corbeta Marcelo Daniel Demarco
- Teniente de Corbeta Rubén Eduardo Galliussi
- Teniente de Corbeta Guillermo Daniel Guerra
- Teniente de Corbeta Alejandro Koch
- Guardiamarina Miguel Ángel Máscolo
- Suboficial Primero Eduardo Fochesatto
- Suboficial Segundo Miguel A. Basualdo
- Suboficial Segundo Elvio Ángel Cuñé
- Suboficial Segundo Júlio César Gatti
- Suboficial Segundo Juan Héctor Márquez
- Suboficial Segundo Celedonio Lucio Monzón
- Suboficial Segundo Ramón López
- Suboficial Segundo Roberto Tejerina
- Suboficial Segundo Miguel Ángel Vaca
- Cabo Principal Pedro Baccilo
- Cabo Principal Juan Tomás Carrasco
- Cabo Principal Domingo Lamas
- Cabo Principal Osvaldo César Ozan
- Cabo Principal Francisco Solano Páez
- Cabo Principal Jesús A. Pereyra
- Cabo Primero Néstor José Alfredo Agüero
- Cabo Primero Pablo A. Alvarado
- Cabo Primero Pedro Celestino Veron
- Cabo Segundo Amílcar Tejada
- Cabo Segundo Carlos Antonio Benítez
- Cabo Segundo Carlos Rafael Colemil
- Cabo Segundo Omar Alejandro López
- Cabo Segundo Ernesto Urbina (Agrupación Buzos Tácticos)
- Cabo Segundo Jorge Ricardo Sánchez
- Cabo Segundo  Alejandro Victor Ibañez
- Soldado Clase 1962 Ramón Rotela
- Soldado Clase 1962 Víctor Júlio Gasko
- Soldado Clase 1962 Héctor Horacio Chávez
- Soldado Clase 1962 Fortunato Acevedo
- Soldado Clase 1962 Alicio Aguirre
- Soldado Clase 1962 Ángel Barreras
- Soldado Clase 1962 Jorge A. Barrera
- Soldado Clase 1962 José A. Cabrera
- Soldado Clase 1962 Osvaldo Colombo
- Soldado Clase 1962 Vívoda Estecher
- Soldado Clase 1962 José Facio
- Soldado Clase 1962 Antonio A. López
- Soldado Clase 1962 Tito Ponce
- Soldado Clase 1962 David Sambrino
- Soldado Clase 1962 Nolrberto Miguel Toffoli
- Soldado Clase 1962 Walter Torrente
- Soldado Clase 1963 Romualdo Bazan

### Fuerza Aérea Argentina
224 efectivos condecorados (132 oficiales, 81 suboficiales, siete soldados y cuatro civiles)
- Brigadier General Mario Miguel Callejo
- Brigadier General Carlos Alberto Rohde
- Brigadier Mayor Guillermo Adolfo Donadille
- Brigadier Mayor Alberto Vianna
- Brigadier Mayor Horacio Armando Orefice
- Brigadier Luis José Litrenta Carracedo
- Brigadier Miguel Antonio Cruzado
- Brigadier Hernan Alberto Daguerre
- Brigadier Norberto Rubén Dimeglio
- Brigadier Jorge Oscar Domínguez
- Brigadier Alberto Jorge Fillipini
- Brigadier Horacio Miguel Giaigischia
- Brigadier Horacio Mir González
- Brigadier Manuel Augusto Mariel
- Brigadier José Luis Gabari Zoco
- Brigadier Carlos A. Moreno
- Brigadier Daniel Alberto Paredi
- Brigadier Gustavo Alberto Piuma Justo
- Brigadier Luis Alberto Puga
- Brigadier Jorge Óscar Ratti
- Brigadier Carlos Antonio Tomba
- Brigadier Marcelo Noel Uriona
- Brigadier Walter Félix Videla
- Brigadier Luis Domingo Villar
- Comodoro Gustavo Enrique Aguirre Faget
- Comodoro Jorge Nelson Barrionuevo
- Comodoro Alberto Edgardo Beltrame
- Comodoro Enrique Juan Bernardi
- Comodoro Víctor Hugo Borchert
- Comodoro Gustavo Luis Brea
- Comodoro Osvaldo Alfredo Bustillo
- Comodoro Mario Jorge Caffaratti
- Comodoro Alfredo Abelardo Cano
- Comodoro Guillermo Nelson Cardetti
- Comodoro Leonardo Salvador Carmona
- Comodoro Roberto Federico Cimbaro
- Comodoro Carlos Andrés Codrington
- Comodoro Rodolfo Manuel De La Colina †
- Comodoro Guillermo Alberto Dellepiane
- Comodoro Guillermo Luis Destefanis
- Comodoro Raúl Ángel Díaz
- Comodoro Mario Eduardo Egurza
- Comodoro Daniel Eduardo Gálvez
- Comodoro Eduardo Oscar García Puebla
- Comodoro Eduardo Rafael Gómez
- Comodoro Hugo Edgardo Gómez
- Comodoro Rodolfo Luciano Guerrero
- Comodoro Juan Carlos Hrubik
- Comodoro Alberto Luis Iannriello
- Comodoro José Rubén Lombardi
- Comodoro Luis Antonio Longar
- Comodoro Miguel Ángel Lucero
- Comodoro Carlos Alberto Maffeis
- Comodoro Carlos Napoléon Martínez
- Comodoro Guillermo Ángel Martínez
- Comodoro Hugo Cesar Meisner †
- Comodoro Roberto Federico Mela
- Comodoro Francisco Florencio Mensi
- Comodoro Juan Luis Micheloud
- Comodoro Carlos Enrique Osses
- Comodoro Roberto Pastran
- Comodoro Enrique José Pessana
- Comodoro Oscár José Pose Ortiz de Rozas
- Comodoro Omar Alfredo Poza
- Comodoro Carlos Alfredo Rinke
- Comodoro Roberto Eleazar Rivollier
- Comodoro Mario Fernando Roca
- Comodoro César Fernando Roman
- Comodoro Darío Alberto Rosas
- Comodoro Héctor Manuél Rusticcini
- Comodoro Héctor Hugo Sánchez
- Comodoro Saturnino Santiago Sánchez
- Comodoro Jorge Júlio Segat
- Comodoro Eduardo Roberto Servatico
- Comodoro Oscár Humberto Spath
- Comodoro Darío Antonio del Valle Valazza
- Comodoro Mariano Ángel Velasco
- Comodoro Alejandro Roberto Vergara
- Comodoro Atilio Victorio Zattara
- Comodoro Antonio Francisco Zelaya
- Comodoro Jorge Alberto Valdecantos
- Comodoro Ronaldo Ernesto Ferri
- Comodoro Rubén Oscar Moro
- Comodoro Eduardo Senn
- Comodoro Roberto Mario Cerruti
- Comodoro Walter Hugo Veliz
- Comodoro Cristóbal Armando Villegas
- Vicecomodoro Juan José Falconier †
- Vicecomodoro Gerardo Roberto José Vaccaro
- Vicecomodoro Hector Hugo Luna
- Vicecomodoro Andrés Francisco Valle
- Vicecomodoro Hugo Alberto Maldonado
- Mayor José Ernesto Basilio
- Mayor Jorge Alberto Benítez
- Mayor Fernando Juan Casado †
- Mayor Manuel Andrés Fernández
- Mayor Gustavo Argentino García Cuerva †
- Mayor Jorge Osvaldo García †
- Mayor Carlos Eduardo Krause †
- Mayor Marcelo Pedro Lotufo †
- Mayor Rubén Héctor Martel †
- Mayor Hugo Ángel del Valle Palaver †
- Mayor Higinio Rafaél Robles
- Capitán José Leonidas Ardiles †
- Capitán Jorge Humberto Bacchiddu
- Capitán Danilo Rubén Bolzán †
- Capitán Manuel Oscar Bustos †
- Capitán Luis Castagnari †
- Capitán Luis Cervera
- Capitán Fausto Gavazzi †
- Capitán Mario Hipólito González †
- Capitán Luciano Guadagnini †
- Capitán Ricardo Lucero
- Capitán Daniel Fernando Manzotti †
- Capitán Marcelo Carlos Moroni
- Primer Teniente Juan José Arrarás †
- Primer Teniente Pedro Ignacio Bean †
- Primer Teniente Juan Domingo Bernhardt †
- Primer Teniente Jorge Bono
- Primer Teniente Horacio Oscar Cavalleri
- Primer Teniente Jorge Eduardo Casco †
- Primer Teniente Carlos Júlio Castillo †
- Primer Teniente Jorge Ricardo Farías †
- Primer Teniente Miguel Ángel Giménez †
- Primer Teniente Eduardo Jorge Raúl de Ibáñez †
- Primer Teniente Jorge Rubén Ibarlucea †
- Primer Teniente Daniel Antonio Jukic †
- Primer Teniente Néstor Edgardo López †
- Primer Teniente Fernando Miguel Miranda Abos
- Primer Teniente Mario Victor Nivoli †
- Primer Teniente Héctor Eladio Santini
- Primer Teniente Héctor Ricardo Volponi †
- Teniente Mario Luis Valko †
- Teniente Jorge Alberto Vázquez †
- Suboficial Mayor Guillermo Mario Aguirre
- Suboficial Mayor José Antonio R. Álvarez
- Suboficial Mayor Mario Néstor Amengual
- Suboficial Mayor Luis Carlos Capra
- Suboficial Mayor Horacio Rolando Carmona
- Suboficial Mayor Hugo Delmar Castellini
- Suboficial Mayor Mario Enrique Cemino
- Suboficial Mayor Horacio Raúl Deseta
- Suboficial Mayor Mario R. Duarte
- Suboficial Mayor Salvador Giliberto
- Suboficial Mayor Héctor Hugo González
- Suboficial Mayor Raúl Héctor Guerra
- Suboficial Mayor Hugo Alberto Herrera
- Suboficial Mayor Juan Carlos Húmoller
- Suboficial Mayor Júlio Jesús Lastra †
- Suboficial Mayor Néstor Ángel Molina
- Suboficial Mayor Eduardo Alberto Molina
- Suboficial Mayor Alfredo Felipe Ocampo
- Suboficial Mayor Juan D.Peron
- Suboficial Mayor Bernabe Placencia
- Suboficial Mayor Roberto Mario Prats
- Suboficial Mayor Vicente Luis Reynoso
- Suboficial Mayor Carlos Hugo Sosa
- Suboficial Mayor Julio Miguel Daverio
- Suboficial Mayor Juan Carlos Lujan
- Suboficial Mayor Nicolás Carlos Segovia
- Suboficial Mayor Jorge Luis Contigiani
- Suboficial Mayor Roberto Guillermo Puig
- Suboficial Principal Manuel Alberto Albelos
- Suboficial Principal Oscar Antonio Ardizzoni
- Suboficial Principal Pedro Cesar Bazan
- Suboficial Principal Alejandro José Buffarini
- Suboficial Principal Osmar Alfredo Canesini
- Suboficial Principal Juan Carlos Cantón
- Suboficial Principal Manueñ Roberto Carabajal
- Suboficial Principal Fernando Alejandro Contrera
- Suboficial Principal Oscar Silvestre Cortinez
- Suboficial Principal Eduardo Abel Fattore
- Suboficial Principal Rubén Darío Lavorato
- Suboficial Principal Francisco Tomas Luna †
- Suboficial Principal Jorge Alberto Martelotto
- Suboficial Principal Francisco Luis Martínez
- Suboficial Principal Ernesto del Valle Palacios Segundo
- Suboficial Principal Sergio Roberto Quiñonez
- Suboficial Principal César Rubén Tello
- Suboficial Principal Santos Eugenio Vega
- Suboficial Principal Mario Isidro Vera
- Suboficial Principal Pedro Esteban Razzini
- Suboficial Principal Carlos Alberto Bill
- Suboficial Principal Delfino Fretes
- Suboficial Principal Sergio Alberto Tulian
- Suboficial Principal Oscar Alberto Gatto
- Suboficial Ayudante Horacio Antonio González
- Suboficial Ayudante Juan Carlos León
- Suboficial Ayudante Roberto Jesús López
- Suboficial Ayudante Guido Antonino Marizza †
- Suboficial Ayudante Juan Rydzik
- Suboficial Ayudante Carlos Domingo Nazzari
- Suboficial Auxiliar Roberto Osvaldo Alonso
- Suboficial Auxiliar Miguel Ángel Cardone †
- Suboficial Auxiliar Aníbal David Cardoso
- Suboficial Auxiliar Carlos Domingo Cantezano †
- Suboficial Auxiliar Mario A. Duarte †
- Suboficial Auxiliar Carlos Humberto Paolini
- Suboficial Auxiliar Juan A. Rodríguez †
- Suboficial Auxiliar Carlos Alberto Ortiz
- Cabo Principal Andrés Luis Brashich †
- Cabo Principal Miguel Ángel Carrizo †
- Cabo Principal José Alberto Maldonado †
- Cabo Principal Agustín Hugo Montaño †
- Cabo Principal Alejandro Alberto Montaldo
- Cabo Principal José Luis Peralta †
- Cabo Principal Luis María Villareal
- Cabo Primero José L. Martínez
- Cabo Primero Hugo Varas †
- Cabo Héctor Walter Aguírre †
- Cabo Héctor Ramón Bordon †
- Cabo Guilleromo Ubaldo García †
- Cabo Mario Ramón Luna †
- Cabo Luis Guillermmo Sevilla †
- Soldado Clase 1962 Júlio Gustavo Pizarro
- Soldado Clase 1962 Félix Raúl Riccillo
- Soldado Clase 1962 Néstor Bernardo Rodríguez
- Soldado Clase 1962 Claudio Oscár Viano
- Soldado Clase 1963 Andrés Daniel Coronel
- Soldado Clase 1963 Omar Jesús Mastronardi
- Soldado Clase 1963 José Eduardo Zink
- Personal Militar Convocado Carlos Alberto Musso
- Personal Civil Gonzalo Eliseo Gonzalo
- Personal Civil Júlio Osvaldo Rotea
- Personal Civil Terciano Zampieri

### Gendarmería Nacional Argentina
- Segundo Comandante Jorge Enrique San Emeterio
- Sargento Ayudante Ramón Gumersindo Acosta
- Sargento Ayudante Natalio Jesús Figueredo
- Sargento Primero Miguel Víctor Pepe